# Coppa Sabatini 1957
La Coppa Sabatini 1957, sesta edizione della corsa, si svolse il 2 ottobre 1957 su un percorso di 190 km. La vittoria fu appannaggio dell'italiano Battista Gabelli, che completò il percorso in 4h56'00", precedendo i connazionali Giacomo Fini e Vinicio Marsili.

## Ordine d'arrivo (Top 10)
| Pos. | Corridore          | Squadra      | Tempo    |
| ---- | ------------------ | ------------ | -------- |
| 1    | Battista Gabelli   | Girardengo   | 4h56'00" |
| 2    | Giacomo Fini       | Faema-Guerra | a 0'10"  |
| 3    | Vinicio Marsili    |              | a 2'30"  |
| 4    | Luigi Zaimbro      |              | s.t.     |
| 5    | Silvano Ciampi     | Faema-Guerra | s.t.     |
| 6    | Armando Pellegrini | Faema-Guerra | s.t.     |
| 7    | Giancarlo Giusti   |              | s.t.     |
| 8    | Adriano Torrini    | Ignis        | s.t.     |
| 9    | Oreste Talini      |              | s.t.     |
| 10   | Idrio Bui          |              | s.t.     |